# Poelagus marjorita
El conejo de Bunyoro (Poelagus marjorita) es una especie de mamífero lagomorfo de la familia Leporidae, la única del género Poelagus. Es una especie exclusivo de África, principalmente al sur de Uganda, en la región conocida como Bunyoro. Su estado de conservación es desconocido aunque puede que su hábitat esté siendo destruido con la formación de nuevos campos de cultivo.

## Hábitat
Esta especie habita en grandes dehesas de baja maleza con un clima muy variado, desde estaciones muy lluviosas donde grandes arbustos sirven de alimento y cobijo hasta largas estaciones secas donde el número de ejemplares avistados es mínimo. El suelo es rocoso y con peñascos, lo que fomenta aún más la ya árida región. Estas razones explican por qué las plantas bajas del hábitat del conejo de Bunyoro se incendian una o dos veces al año.

## Descripción física
Físicamente, este lagomorfo recuerda al conejo doméstico. Tiene orejas y miembros relativamente cortos en comparación con otros de su familia. Pesa entre 2 y 3 kg. Sus extremidades traseras miden de 90 a 100 mm, la cola de 45 a 50 mm y las orejas solo alrededor de 65 mm.
Los genitales del macho y la hembra son muy parecidos en apariencia debido a las glándulas en forma de saco que los cubren, supuestamente relacionadas con la secreción de feromonas. Al contrario que otros lepóridos, los testículos del Poelagus marjorita permanecen escondidos tras dichas glándulas todo el año. Las hembras esconden sus genitales tras estas mismas glándulas y aparte mechones de pelo blanco, lo que hace bastante difícil la identificación de sexos en esta especie.

## Reproducción
Parece que en esta especie se da una poligamia por parte de ambos sexos, con machos y hembras tomando varias parejas. La ovulación en las hembras es inducida durante la copulación. En teoría, solo se volverán sexualmente activas tras haber destetado al último retoño de su anterior camada, aunque se dan a menudo casos en los que queda preñada teniendo aun quien mama de ella. Los machos se aparean con varias hembras de su territorio (de aproximadamente 15 m²) y atacarán violentamente a otros machos. Las hembras que comuniquen químicamente que su sexualidad está disponible serán perseguidas por los machos e incluso permitirán que varios machos se apareen con ellas siempre que consigan alcanzarlas.
Tras el apareamiento, las hembras construyen una madriguera bajo la fina maleza o en una cueva o peñasco que después recubren con hierba y pelo. Los machos no aportan cuidados ni protección a los pequeños.
El conejo de Bunyoro cría durante todo el año. El periodo de gestación dura entre 4 y 6 semanas, tras las cuales dan a luz a 1 o 2 crías ciegas, sin pelo e inmóviles que serán destetadas entre las 3 y las 6 semanas de vida. Después del destete los gazapos son ya casi autosuficientes, aunque no serán maduros sexualmente hasta los 3 meses, un poco antes los machos. La madre no guarda a su camada, aunque sí que la limpia y la cuida cuando vuelve de buscar alimento. A los individuos más adultos de su progenie les permite salir con ella por las noches a encontrar comida.

## Longevidad
En libertad pueden llegar a vivir hasta 7 años pero muchos ejemplares de esta especie son víctimas de la depredación antes de los 4 años. En cautividad han llegado a vivir hasta 12 años.

## Comunicación
Como otros lagomorfos, los olores y el contacto directo son importantes signos de comunicación intraespecífica. Algo característico en esta especie es el mostrar el blanco de su cola a otros individuos como señal de alerta.
- Datos: Q638186
- Multimedia: Poelagus marjorita / Q638186
- Especies: Poelagus marjorita